# Marika Dominczyk
 (juillet 2025).
Pour les articles homonymes, voir Dominczyk.
Marika Dominczyk est une actrice polonaise naturalisée américaine née le 7 juillet 1980 à Kielce, en Pologne.

## Biographie
Bien que née en Pologne, elle s'installe aux États-Unis avec sa famille à Brooklyn, arrondissement de la ville de New York, lorsqu'elle a trois ans, car ses parents furent expulsés de leur Pologne natale à la suite de la participation de son père aux mouvements avec Amnesty International et Solidarność.
Elle est mariée à l'acteur Scott Foley depuis le 5 juin 2007, avec lequel elle a eu une fille, Malina, née en février 2010, un garçon, Keller, né en 2012 et un petit dernier Konrad né le 13 novembre 2014. Ils ont déménagé à Prague à l'occasion du tournage de la série Whiskey Cavalier. 
Elle est la sœur cadette de l'actrice Dagmara Dominczyk qui est mariée à l'acteur Patrick Wilson.

### Carrière
Elle commence sa carrière d'actrice d'abord à la télévision, puis au cinéma, dans des seconds rôles, puis obtient un premier rôle notable avec la série The Help, suivi de deux autres dans les séries North Shore : Hôtel du Pacifique et Heist. En 2005, elle incarne Bernadette dans le film 40 ans, toujours puceau.
De 2006 à 2011, elle tient un rôle récurrent dans la série Brothers and Sisters. 
Depuis 2016, elle interprétait le docteur Eliza Minnick dans la série à succès de Shonda Rhimes, Grey's Anatomy. Il a été annoncé qu'elle ne ferait plus partie de la série pour cette quatorzième saison. Ce qui expliquera le départ de son personnage renvoyé dans le final de la saison 13.
Bien qu'étant polonaise, son physique exotique l'a souvent conduit à jouer des personnages hispaniques (The Help, Bruce et Lloyd se déchaînent, spin-off du film Max la Menace).

## Filmographie

### Cinéma
- 2001 : Taxis pour cible (3 A.M.) — Cathy
- 2004 : Invitation to a Suicide — Manhattan Woman
- 2005 : 40 ans, toujours puceau (The 40 Year Old Virgin) – Bernadette
- 2007 : Bag Boy — Bambi Strasinsky
- 2008 : Max la Menace : Bruce et Lloyd se déchaînent (Get Smart's Bruce and Lloyd Out of Control) – Isabelle, Film sorti directement en vidéo.
- 2008 : Who Do You Love? — Revetta Chess
- 2009 : Tucker Max : Histoires d'un serial fucker (I Hope They Serve Beer in Hell) –  Lara
- 2014 : Let's Kill Ward's Wife – Amanda

### Télévision

#### Téléfilms
- 2002 : Porn 'n Chicken : Tatiana
- 2005 : Confessions of a Dog : Brunette
- 2005 : Halley's Cornet : Mattea
- 2007 : Manchild : Tiffany

#### Séries télévisées
- 2000 : The Street : Hôtesse, 1 épisode
- 2001 : New York, unité spéciale (Law & Order: Special Victims Unit) : Tess Michner (saison 2, épisode 10)
- 2002 : Witchblade : Christina, 2 épisodes
- 2004 : The Help : Anna, the Nanny, 6 épisodes
- 2004 : North Shore : Hôtel du Pacifique (North Shore) : Erika, 6 épisodes
- 2006 : Bones : Leslie Snow, 1 épisode
- 2006 : Heist : Lola, 7 épisodes
- 2006-2011 : Brothers & Sisters : Tyler Altamirano 10 épisodes
- 2004-2008 : Las Vegas : Angie Logan (Saison 2, épisode 11), Marissa Rodriguez (Saison 5, épisode 13)
- 2008 : Dr House (House M.D.) : Heather, 1 épisode
- 2009 : The Unit : Commando d'élite (The Unit) : Anya, 1 épisode
- 2011 : Rizzoli & Isles : Teresa, 1 épisode
- 2014 : Esprits criminels (saison 9 épisode 10) : Lida Taffert
- 2016 : Grey's anatomy (saison 13) : Eliza Minnick
- 2018 : Whiskey Cavalier : Tina Marek (saison 1, 4 épisodes)
- 2020: Hawaii 5-0 saison 10 episode 16
- 2021 : Inventing Anna : Talia Mallay  (1 épisodes)